# Kent Nielsen
Kent Nielsen (Frederiksberg, 28 december 1961) is een Deens voormalig profvoetballer en huidig voetbaltrainer, die speelde als verdediger. Hij kwam als speler uit voor Brønshøj BK, Brøndby IF, Aston Villa en AGF Århus.

## Clubcarrière
Nielsen begon zijn loopbaan bij Brønshøj BK, speelde twee seizoenen voor Brøndby IF en vertrok in 1989 naar Aston Villa. Hij speelde drie seizoenen voor de club uit Engeland, waarna hij terugkeerde naar zijn vaderland en zich aansloot bij AGF Århus. In juli 1994 beëindigde Nielsen zijn voetballoopbaan.

## Interlandcarrière
Nielsen speelde in totaal vierenvijftig officiële interlands (drie doelpunten) voor Denemarken. Onder leiding van bondscoach Sepp Piontek maakte hij zijn debuut op 5 oktober 1983 in de OS-kwalificatiewedstrijd tegen Polen (1-1) in Aarhus, net als Lars Lunde (Brøndby IF) en Kim Vilfort (BK Frem). Hij nam met zijn vaderland deel aan het door de Denen gewonnen EK voetbal 1992.

## Erelijst
Brøndby
- 1. division: 1987, 1988
- Landspokalturnering: 1988/89

 AGF Århus
- Landspokalturnering: 1991/92

 Denemarken
- Europees kampioenschap voetbal: 1992

Als trainer
 AaB
- Superligaen: 2013/14
- Landspokalturnering: 2013/14